# Frederick A. Sawyer
Frederick A. Sawyer (Bolton, 1822. december 12. – Claiborne megye, 1891. július 31.) az Amerikai Egyesült Államok szenátora (Dél-Karolina, 1868–1873).